# Israel Lancho
Israel Lancho García Hierro (n. Badajoz; 13 de septiembre de 1979) es un torero español.

## Biografía
Desde muy pequeño tuvo afición taurina, con tan solo cinco años se atrevió a intentar torear una vaquilla en la ganadería de su abuelo paterno. En la adolescencia ingresó en la escuela de tauromaquia de Badajoz.
Se convirtió en el torero más alto con una estatura de 1, 94 m. Debutó con picadores el 24 de marzo de 2001 en la plaza de toros de Badajoz, ante novillos de la ganadería de Herederos de Bernardino Píriz. Se presentó en Madrid en mayo de 2005 con novillos de Yerbabuena, propiedad de José Ortega Cano, repitiendo en la misma plaza el 26 de marzo y el 30 de mayo de 2006.
Tomó la alternativa en la Feria de San Juan de Badajoz el 26 de junio de 2007, en una corrida en la que también participaron los diestros Manuel Díaz "El Cordobés" que actuó como padrino y Francisco Rivera Ordóñez que ejerció de testigo. Brindó uno de sus toros a la presentadora Anne Igartiburu que se encontraba entre el público.
Durante el año 2008 participó en 6 festejos, entre ellos el de confirmación de su alternativa en Madrid el 25 de mayo, con toros de Cuadri, esa tarde tuvo una buena actuación, se le pidió oreja en su segundo astado que perdió por fallar con la espada, compartió cartel con los diestros Carlos Escolar "Frascuelo" que resultó cogido e Iván García.
El 12 de octubre hizo de nuevo el paseíllo en Las Ventas, esta vez con toros del Conde de la Maza, realizó una gran faena de valor al tercero que remató con una buena estocada, el público solicitó oreja que el presidente no concedió, aunque dio una vuelta al ruedo. 

En noviembre de 2008 se anunció públicamente la sustitución de su anterior apoderado, el humorista Mariano Mariano por Rafael Corbelle, en el aspecto artístico continuó con el asesoramiento del diestro Andrés Vázquez.
El 27 de mayo de 2009 sufrió en la plaza de Las Ventas, ante un toro de la ganadería de Palha, una aparatosa cornada de pronóstico muy grave que hizo temer por su vida. La herida presentaba orificio de entrada y salida en hemitorax izquierdo pero no dañó al corazón.
El 16 de agosto de 2009, tras un periodo de convalecencia, reapareció en la plaza de toros de Almendralejo (Badajoz), ante toros de la ganadería de Luis Albarrán, su gran actuación fue premiada con cuatro orejas y un rabo.
El 24 de marzo de 2012 se enfrentó a seis toros, en una corrida realizada en la Plaza de Toros de Fregenal de la Sierra, retransmitida a través de Canal Extremadura. El torero cortó cinco orejas y un rabo ante el público de la ciudad en que reside de forma habitual.
En enero de 2015, participó en el concurso Gran Hermano VIP (España), junto a otros conocidos como Belén Esteban, Víctor Sandoval y Kiko Rivera.